# Alan Curtis (musicien)
Pour les articles homonymes, voir Alan Curtis.
Alan Curtis, né le 17 novembre 1934 à Mason, au Michigan, et mort le 15 juillet 2015 à Florence, en Italie, est un claveciniste, musicologue et chef d'orchestre spécialisé dans l'opéra baroque. Il est un des musiciens à l'origine de la renaissance de la musique baroque à partir des années 1960.

## Biographie
Il étudie à l'université de l'Illinois où il obtient un Ph.D. en 1960. Sa thèse porte sur la musique pour clavier de Sweelinck. Il poursuit sa formation à Amsterdam auprès de Gustav Leonhardt avec lequel il enregistre plusieurs des concertos pour clavecins de Jean-Sébastien Bach. Dans les années 1960 et 1970 il réalise une série d'enregistrements remarqués de pièces pour clavecin, incluant des œuvres de Rameau et de Bach (Variations Goldberg jouées sur le célèbre clavecin de Christian Zell de 1728).
Après une carrière d'enseignant partagée entre Université de Californie à Berkeley et l'Europe, Alan Curtis se consacre à produire la musique lyrique de la période allant de Monteverdi à Mozart. Déjà, en tant qu'étudiant en 1950, il est le premier claveciniste à aborder les préludes non mesurés de Louis Couperin et ensuite à recréer des opéras de compositeurs tels que Rameau ou Monteverdi. Il est un des premiers chefs d'orchestre à faire usage d'instruments anciens, avec une chorégraphie proche de celle des origines.
Il commande le premier chitarrone et le premier clavecin à feintes brisées construit au XXe siècle. En 1978, pour la production de l' Admeto de Haendel, il est le tout premier à utiliser la  même composition d'orchestre qu'à l'époque de Haendel ; il ré-introduit en particulier l'archiluth, aujourd'hui communément pratiqué.
Dans les années qui suivent, il est à l'origine de la résurrection de nombreux opéras baroques.
S'installant en Italie, il crée en 1977 l'ensemble Il Complesso Barocco qu'il dirige jusqu'à sa mort. Il enregistre en particulier un nombre important d'opéras de Haendel, mais également Vivaldi, Gluck, Conti ainsi que les sonates de Domenico Scarlatti.

## Discographie
- Conti : David. Avec Marijana Mijanović, Simone Kermes, Sonia Prina, Birgitte Christensen, Furio Zanasi, Vito Priante, Il Complesso Barocco. 2CD Virgin Classics, 2007
- Gluck : Ezio. Avec Sonia Prina, Ann Hallenberg, Topi Lehtipuu, Julian Pregardien, Mayuko Karasava, Il Complesso Barocco. 2CD Virgin Classics, 2011
- Haendel : Alcina. Avec Joyce DiDonato, Karina Gauvin, Maite Beaumont, Sonia Prina, Kobie van Rensburg, Vito Priante, Laura Cherici, Il Complesso Barocco. 3CD Deutsche Grammophon (Archiv), 2009
- Haendel : Ariodante. Avec Joyce DiDonato, Karina Gauvin, Sabina Puértolas, Marie-Nicole Lemieux, Topi Lehtipuu, Matthew Brook, Anicio Zorzi Giustiniani, Il Complesso Barocco. 3CD Virgin Classics, Erato, 2011
- Haendel : Arminio. Avec Vivica Genaux, Geraldine McGreevy, Dominique Labelle, Il Complesso Barocco. Virgin Classics, 2001
- Haendel : Berenice. Avec Klara Ek, Romina Basso, Ingela Bohlin, Franco Fagioli, Mary-Ellen Nesi, Il Complesso Barocco. 3CD Virgin Classics, 2010
- Haendel : Deidamia. Avec Simone Kermes, Anna Bonitatibus, Dominique Labelle, Furio Zanasi, Antonio Abete, Il Complesso Barocco. 3CD Virgin Classics, 2004
- Haendel : Ezio. Avec Ann Hallenberg, Karina Gauvin, Sonia Prina, Marianne Andersen, Anicio Zorzi Giustiniani, Vito Priante, Il Complesso Barocco. 3CD Deutsche Grammophon (Archiv), 2009
- Haendel : Fernando (Sosarme). Avec Lawrence Zazzo, Verónica Cangemi, Marianna Pizzolato, Antonio Abete, Max Emanuel Cencic, Filippo Adami, Il Complesso Barocco. 2CD Virgin Classics, 2007
- Haendel : Floridante. Avec Marijana Mijananović, Joyce DiDonato, Roberta Invernizzi, Vito Priante, Sharon Rostorf-Zamir, Riccardo Novaro, Il Complesso Barocco. 3CD Deutsche Grammophon (Archiv), 2007
- Haendel : Giove in Argo. Avec Ann Hallenberg, Karina Gauvin, Anicio Zorzi Giustiniani, Vito Priante, Theodora Baka, Johannes Weisser, Il Complesso Barocco. 3CD Virgin Classics, 2013
- Haendel : Giulio Cesare in Egitto. Avec Marie-Nicole Lemieux, Karina Gauvin, Romina Basso, Emoke Barath, Johannes Weisser, Filippo Mineccia, Milena Storti, Gianluca Buratto, Il Complesso Barocco. 3CD Naïve, 2012
- Haendel : Hidden Haendel. Avec Ann Hallenberg, Il Complesso Barocco. 1CD Naïve, 2010
- Haendel : Lotario. Avec Sara Mingardo, Simone Kermes, Sonia Prina, Hilary Summers, Steve Davislim, Vito Priante, 2CD Deutsche Harmonia Mundi, 2004
- Haendel : Mitologia. Avec Christiane Karg, Romina Basso, Il Complesso Barocco. 1CD Deutsche Harmonia Mundi, 2016
- Haendel : Radamisto. Avec Joyce DiDonato, Patrizia Ciofi, Maite Beaumont, Dominique Labelle, Zachary Stains, Carlo Lepore, Il Complesso Barocco. 3CD Virgin Classics, 2005
- Haendel : Rodelinda. Avec Simone Kermes, Marijana Mijanović, Steve Davislim, Sonia Prina, Marie-Nicole Lemieux, Vito Priante, Il Complesso Barocco. 3CD Deutsche Grammophon (Archiv), 2005
- Haendel : Rodrigo. Avec Sandrine Piau, Gloria Banditelli, Elena Cecchi Fedi, Rufus Müller, Roberta Invernizzi, Caterina. Calvi, Il Complesso Barocco, 2CD Virgin Classics, 1997
- Haendel : Tolomeo. Avec Ann Hallenberg, Karina Gauvin, Anna Bonitatibus, Romina Basso, Pietro Spagnoli, Il Complesso Barocco. 3CD Deutsche Grammophon (Archiv), 2008
- Vivaldi :  Catone in Utica. Avec Topi Lehtipuu, Roberta Mameli, Ann Hallenberg, Sonia Prina, Romina Basso, Emöke Barath, Il Complesso Barocco. 3CD Naïve, 2013
- Vivaldi : Giustino. Avec Marina Comparato, Dominique Labelle, Francesca Provvisionato, Geraldine McGreevy, Leonardo De Lisi, Laura Cherici. 2CD Virgin Classics, 2002
- Vivaldi : Motezuma. Avec Vito Priante, Marijana Mijanovic, Roberta Invernizzi, Maité Beaumont, Romina Basso, Inga Kalma, Il Complesso Barocco. 3CD Deutsche Grammophon (Archiv), 2006
- Vivaldi : Motezuma. Avec Vito Priante, Mary-Ellen Nesi, Laura Cherici, Franziska Gottwald, Theodora Baka, Gemma Bertagnolli, Il Complesso Barocco. 2DVD Dynamic, 2011